# Romuva

Romuva szimbólum

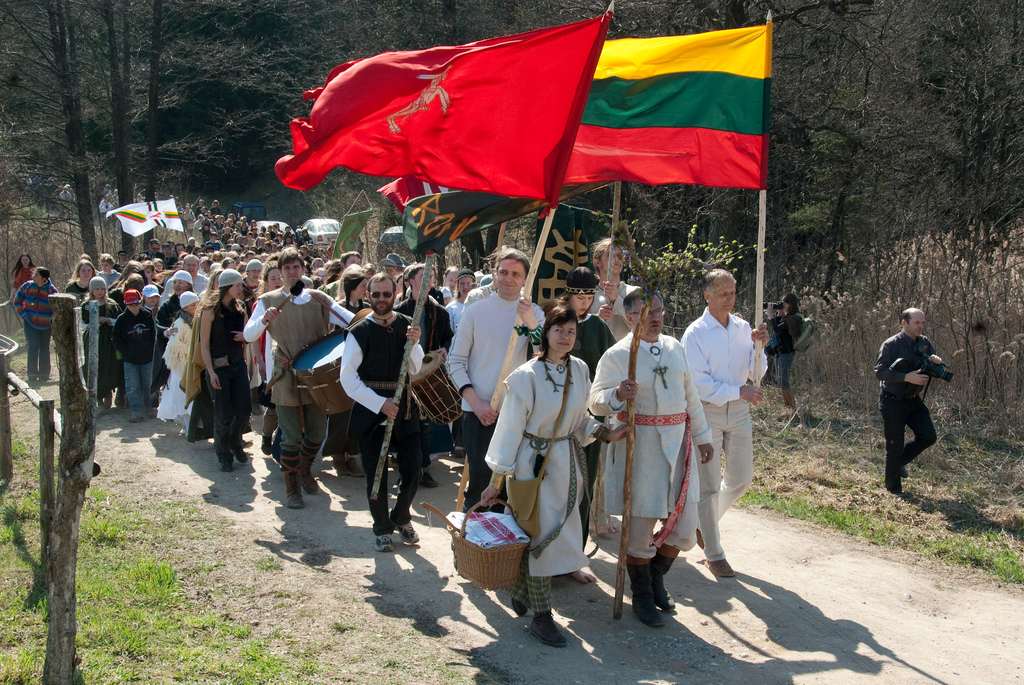
Jonas Vaiškūnas által vezetett Romuva-menet 2009-ben

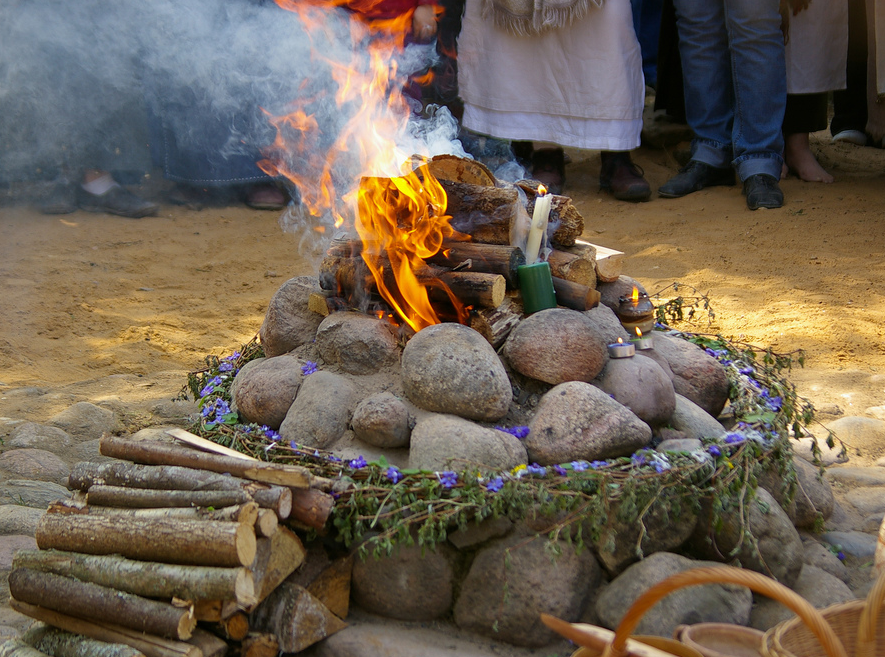
Szertartástűz

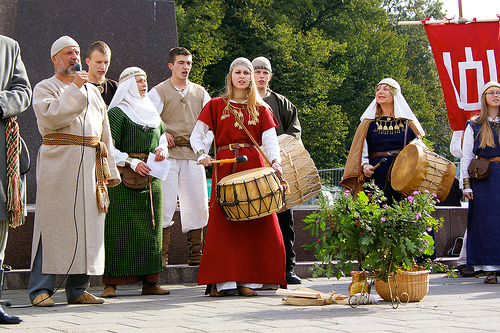
Rituálé a vilniusi Gediminas emlékmű közelében

A romuva a litvánok által a kereszténység felvétele előtt gyakorolt ősi balti vallás és annak modern kori újjáéledése.
A kifejezés, mely Romuva, Romovė és Ruomuva formában is ismert, az óporosz nyelvből ered, ahol jelentése templom, illetve szentély volt.
A romuva 1387-ig a Litván Nagyhercegség hivatalos államvallása volt. Ez a vallás – a hozzá közeleső ősi lett vallással, a dievturival együtt – a legtovább fennmaradt európai ősvallás volt. Litvánia és Lettország az utolsók közt vette fel a kereszténységet Európában.
A romuva mozgalom jelképe, egy öröklángú tölgyfa a szentélyre emlékeztet, és a lét három szintjét szimbolizálja: a holtak világát (a múltat), az élők világát (a jelen) isteni szférát (a jövő), amelyek harmonikus egységben kapcsolódnak egymáshoz.
A romuva mozgalmat Vydūnas (1868–1953) kelet-porosz-litván tanító indította el újra. Elsősorban a litván kultúra gazdag folklóranyagára támaszkodik, és a hasonló lettországi Dievturi közösséghez hasonlóan a balti népek 19. századi nemzeti ébredésének összefüggésében kell szemlélni.
Bár a modern romuva hívei szerte a világon megtalálhatók, a vallást mindenekelőtt Litvániában és a szomszédos országokban gyakorolják. Erősen kötődik a litván és balti nemzeti érzelemhez, bár a litván nemzetiség nem előfeltétele a vallási közösséghez való csatlakozásnak. A romuva-hit gyakorlása leginkább a nemzeti és kulturális büszkeség kifejezésére, a hagyományos művészetek művelésére, a néphagyományok újjáélesztésére, népi ünnepek gyakorlására, hagyományos zene játszására és népdalok éneklésére, tájvédelemre és szent helyek bemutatására, idegenvezetésre irányul.

## Ünnepek
A fő ünnepek a természeti átalakulásokhoz kapcsolódnak, különösen a napfordulókhoz és a napéjegyenlőségekhez. 
- Március 23. – Tavaszi napéjegyenlőség
- Június 22. – Nyári napforduló
- Szeptember 23. – Őszi napéjegyenlőség
- December 20. – Téli napforduló